# Kohei Yamamichi
Kohei Yamamichi (født 11. maj 1980) er en tidligere japansk fodboldspiller.
Han har spillet for flere forskellige klubber i sin karriere, herunder Nagoya Grampus Eight og Sagan Tosu.